# Antonio Pasciuti
Antonio Pasciuti (Lacedonia, 16 ottobre 1937 – Santeramo in Colle, 4 marzo 2021) è stato un pittore italiano.

## Biografia

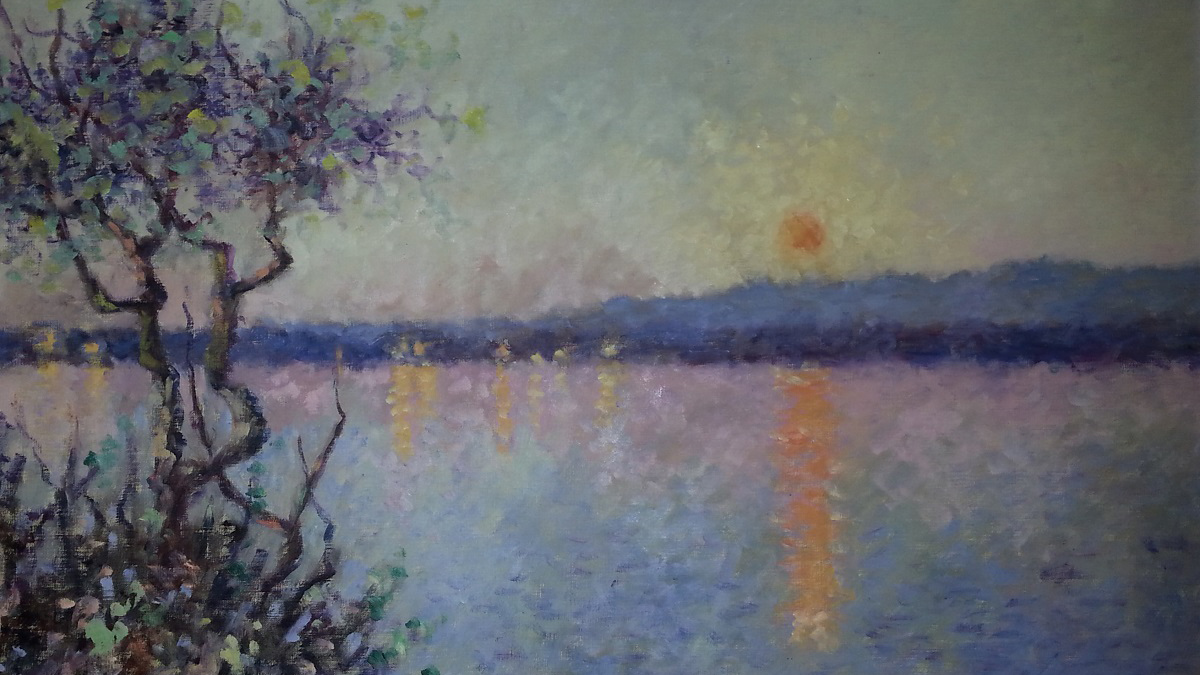
Dipinto su tela figurativo - Antonio Pasciuti

Antonio Pasciuti nasce a Lacedonia, in provincia di Avellino. Per esigenze di servizio del padre, insegnante, si trasferisce a Santeramo in Colle (nell'allora provincia di Bari) sin dalla prima infanzia. Iscrittosi all’Università di Bari, alla facoltà di Economia e Commercio, si laurea in Lingue Estere. Dopo alcuni anni di insegnamento, abbandona la scuola, per dedicarsi esclusivamente alla pittura, seguendo così una vocazione nota in lui sin dagli anni d’infanzia. 
Partecipa attivamente con mostre e concorsi, alla vita artistica nazionale ed internazionale. Viene conosciuto come Il Pittore delle Murge. Dopo aver dedicato quasi tutta la sua vita al paesaggio ed allo studio del colore, decisivo è il passaggio dagli effetti post-impressionistici all’avanguardia astratto-informale, per poi completare il suo ciclo artistico con quadri che denotano particolare interesse verso le "forme più libere", sempre più astratte e tendenti all’informale. L’artista muore il 4 marzo 2021 ad Acquaviva delle Fonti.

## Corrente artistica

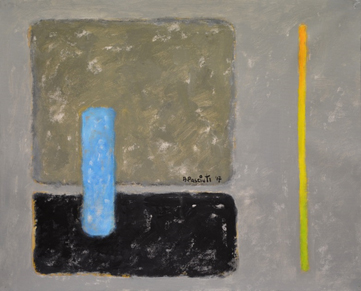
Dipinto astratto su tela - 2017

L’artista, per quanto particolare e difficilmente associabile ad una corrente artistica, viene influenzato dal metamorfismo, dall’espressionismo astratto, dalla pittura concettuale americana. Le sue prime opere raffigurano paesaggi tipici mediterranei ed interni di case, con particolare attenzione all’accostamento dei colori, oggetto di studio principale dell’artista. La sua pittura si è evoluta pian piano verso l’avanguardia astratto-informale, per poi passare a una pittura dalle forme più libere, curando sempre l’aspetto cromatico delle sue composizioni. Spesso Pasciuti si è ispirato alle opere dei nostri antenati e dei grandi pittori del trecento e quattrocento come Piero della Francesca, Beato Angelico, Giotto e Masaccio, ma anche a pittori dell’ottocento come Sisley e Pissarro.

## Le armonie cromatiche e lo studio scientifico del colore
Le armonie cromatiche sono state oggetto principale di studio da parte dell’artista. Di rilievo è la sua opera completa Il croma e i suoi processi armonici composta da circa settecento dipinti ed una cinquantina di schede tecniche. Ogni dipinto esprime un’armonia cromatica diversa. L’artista ha dedicato più di trent’anni allo studio di Sua Maestà Il Colore. L’opera è unica nel suo genere e un punto di riferimento per gli studi scientifici del colore.